# Witwatersrand

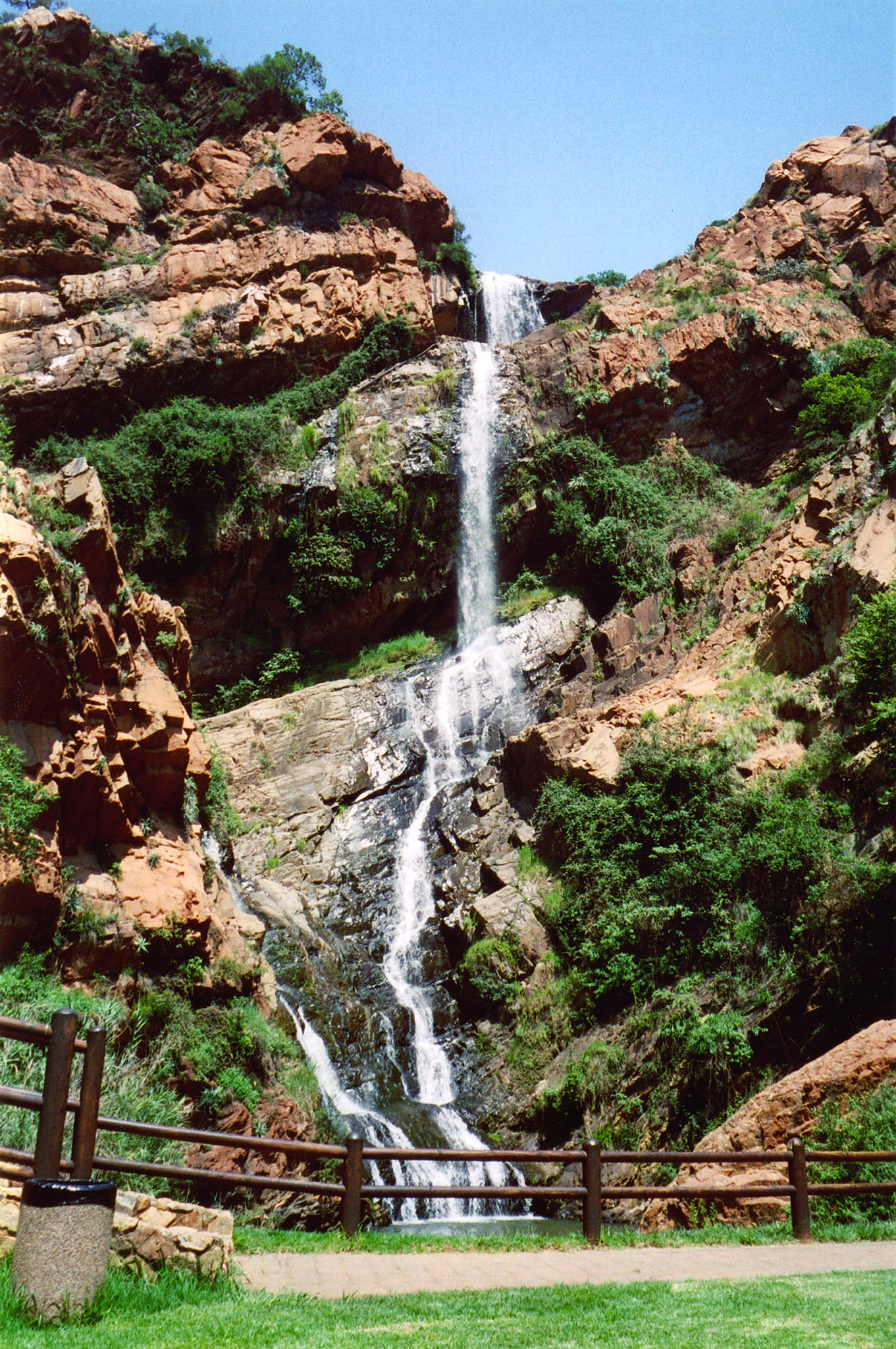
Queda d'agua no Witwatersrand National Botanical Gardens.

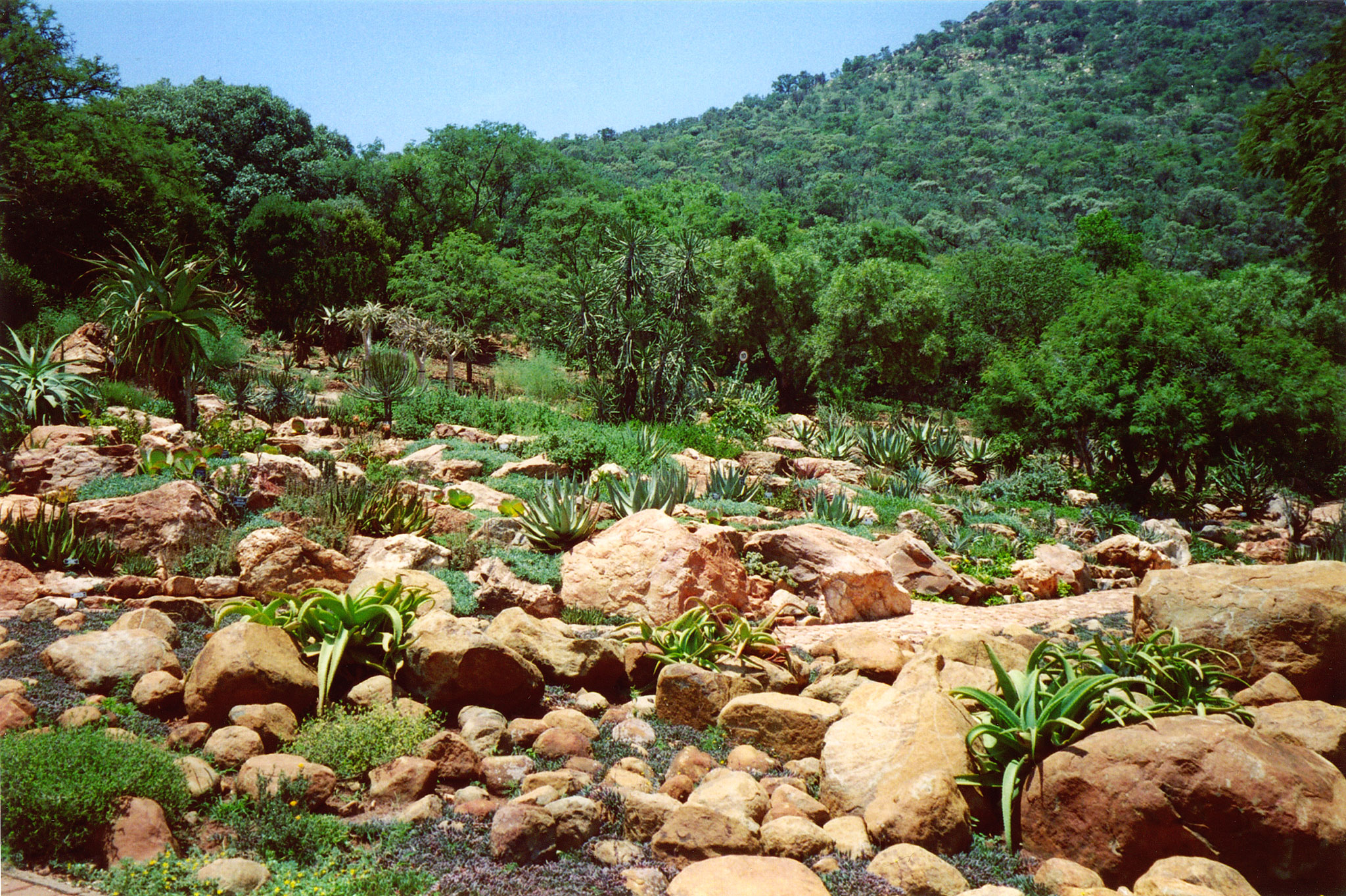
Jardins Botânicos de Witwatersrand.

Witwatersrand ou Vituateresrande é uma extensão de uma cadeia de montanhas que se elevam a uma altura de 1700-1800 metros acima do nível do mar, que corre de leste a oeste através do território sul-africano em direção a Gautengue. A palavra witwatersrand vem da língua africânder e significa "o cume das águas brancas". O terreno é geologicamente complexo, as principais formações são quartzitos, conglomerados e xistos. O complexo de Witwatersrand forma uma divisão continental da qual o rio Limpopo é drenado desde o norte até o oceano Índico e a leste o rio Orange corre para leste rumo ao oceano Atlântico. O Witwatersrand fica junto à província de Gautengue, antigamente chamada área PWV, um acrônimo para Pretória, Witwatersrand, e Vereeniging. 
O "Rand" ou "as bordas" (em língua africâner), como Witwatersrand também é conhecido, é famoso por ser fonte de 40% do ouro explorado no mundo. A área de exploração se estende por 280 km de Klerksdorp a oeste até Bethal a leste, as minas podem atingir 3,6 km de profundidade em alguns lugares. A moeda sul-africana (rand) foi nomeada em homenagem ao local. A mais notável descoberta foi feita a poucos quilômetros da atual cidade de Magaliesburgo, em Blaauwbank, no ano de 1874.
Witwatersrand também denota a Área Metropolitana de Joanesburgo, que é uma extensão da zona de exploração de ouro. A área metropolitana tem a forma oblonga que abrange a área de Randfontein e Carletonville a oeste e de Springs a leste. Isso inclui vastas áreas urbanas de East Rand e West Rand, e Soweto.
J.H. Davis, um inglês, teria descoberto na região ouro "em considerável quantidade" em julho de 1852 em Paardekraal próximo a Krugersdorp, que foi o primeiro local descoberto em Rand. Davis vendeu 600 libras esterlinas em ouro para o tesouro de Transvaal e pouco depois disso foi ordenado a deixar o país de acordo com a então política de segurança. Em outubro de 1853 Pieter Jacob Marais, nascido na Cidade do Cabo em 31 de julho de 1826, descobriu ouro nas margens do rio Jukskei – essa descoberta foi então silenciada. A primeira companhia mineradora (a Nil Desperandum Co-operative Gold Company) foi fundada em Blaauwbank em 1874. Ouro foi retirado em vários locais de Rand até 1886, quando a descoberta do Witwatersrand Main Reef deu início à corrida do ouro no então recém descoberto local. As subsequentes descobertas de outros prodigiosos veios de ouro eventualmente levaram à criação de imensas aglomerações urbanas na África do Sul. 
Atualmente a única atividade mineradora na área ocorre em Blaauwbank Gold Mine and Museum, situada próximo de Magaliesburg.